# 王道全
王道全（1918年3月—1972年10月9日），山东省寿光县胡营乡丰顺王（今孙家集街道后王庄）人。中国人民解放军开国少将。

## 生平
1937年12月同村地下党员、后来为八路军山东纵队八支队领导人之一的王文轩动员王道全参加寿光县牛头镇起义，编入八路军山东纵队游击第八支队一大队七中队任班长。1938年12月任八支队第三团地方训练队长。1939年3月加入中国共产党。1940年1月，任第一支队后方部队一连指导员。1942年1月升任第一支队一团营政治教导员，营长。抗大第一分校学习。结业后留校任三队队长。1945年3月，抗大一分校改为山东军区教导团，任第二大队大队长。1945年8月，率两个中队和团警卫连，参加解放临沂的战斗。
1945年10月，进军东北。1946年1月，任通化支队第三团副团长。 1946年2月率部翻越长白山歼灭盘踞安图县松江镇的土匪6个中队。1946年4月任通化支队改编的辽宁军区独立第二师第五团团长。1949年1月，该部队改称第42军第125师任副师长。
1964年晋升少将。1972年10月9日逝世。